# 総務部 (警察)
総務部 - そうむぶ）は、一部の都道府県警察本部に設置される（人事を除く）総務担当の部署。

## 職掌
本部長の秘書、施設管理、会計、装備、広報、情報管理、留置管理など、各警察本部の組織運営

## 概要
- 総務部が置かれているのは警視庁と、政令指定都市を包括する道府県の警察本部のうちの一部である。その他の警察本部にあっては、警務部内に総務課（山形県警察と群馬県警察は総務企画課）、部相当の総務室（山梨県警察・岐阜県警察・愛媛県警察）などの名称で設置されている場合がある。青森県警察は警務部総務課とは別に総務室がある。
- 大規模警察本部でも設置されていない場合がある（新潟・岡山・熊本）。
- 警察署には同様の業務を担当する警務課があるが、青森県警察、長野県警察、大阪府警察、島根県警察、福岡県警察、熊本県警察の所轄では総務課という名称を用いる。業務内容は警務課と同じである。

## 設置されている警察本部
以下の13警察本部に置かれている。
- 警視庁
- 北海道警察本部
- 宮城県警察本部
- 埼玉県警察本部
- 千葉県警察本部
- 神奈川県警察本部
- 静岡県警察本部
- 愛知県警察本部
- 京都府警察本部
- 大阪府警察本部
- 兵庫県警察本部
- 広島県警察本部
- 福岡県警察本部

## 警視庁総務部
出典：

### 企画課
課長はノンキャリアの警視正
- 庶務
  - 庶務係 - 部内庶務・予算経理、諸会議の運営・連絡
  - 副総監秘書係
- 企画
  - 調整係 - 警察運営の総合的調整、都議会・都庁等に対する総合調整
  - 組織係 - 本部及び警察署の組織機構、警察制度の調査研究
  - 企画管理係 - 警察署の管轄区域、本部及び警察署の処務
- 庁務
  - 庁務第1係 - 国会及び政府諸機関との連絡
  - 庁務第2係 - 都議会・都庁等との連絡
- 東京都公安委員会室
  - 秘書係 - 公安委員会の秘書及び庶務
  - 管理第1係 - 公安委員会の監察の指示等
  - 管理第2係 - 公安委員会あての苦情の受理及び処理結果の通知)
- 警視総監秘書室
  - 総監秘書係
- 犯罪被害者支援室
  - 被害者支援管理係 - 支援の企画・調査・調整
  - 被害者給付係 - 犯罪被害者等給付金
  - 被害者相談 - 犯罪被害者カウンセリング
- 庁舎管理室
  - 庁舎管理係 - 本部庁舎等及び新橋庁舎における警戒警備及び庁内取締り
  - 電話交換係
- 取調監督室
  - 取調管理係 - 被疑者取調べ適正化のための監督
  - 取調監督 - 被疑者取調べの状況の確認、巡察

### 文書課
- 文書
  - 文書係 - 課内の庶務・予算経理、公印の管守
  - 史料編さん係 - 警視庁史の編さん
  - 文書集配係 - 文書等の接受及び発送
  - 印刷係 - 施行文書等の印刷及び製本
- 審査
  - 審査係 - 起案文書の審査
  - 文書管理係 - 文書管理に係る企画及び調査
- 情報公開センター
  - 情報公開係 - 企画・連絡調整
  - 個人情報保護係 - 企画・連絡調整
  - 公開第1係～第2係 - 開示請求の受付[1]

### 情報管理課
- 情報管理
  - 情報管理係 - 課内庶務・予算経理
  - 情報セキュリティ第1係～第2係 - 情報システムのセキュリティの企画及び調整、情報セキュリティの監査
- システム運用
  - システム運用第1係 - 情報システムの開発企画及び調整
  - システム運用第2係～第3係 - 情報システムの設計、プログラミングの作成
- 基盤運用
  - 基盤運用第1係～第3係 - 情報システムの運用計画・操作
- 照会
  - 照会計画係 - 照会事務の計画・調査研究・指導教養・連絡調整
  - 照会係

### 広報課
課長はキャリアの警視正
- 第一広報
  - 広報第1係 - 課内庶務・予算経理
  - 広報第2係 - ニュース報道関係者に対する連絡
  - 広報第3係 - 雑誌等の編集関係者に対する連絡
- 第二広報
  - 広報第4係 - 広報の企画・連絡調整・広報資料の収集整備
- 広聴
  - 広聴第1係 - 広聴事案の処理に係る指導教養
  - 広聴第2係 - 広聴事案の処理
  - 広聴第3係 - 各種事案の受理に係る連絡調整

### 会計課
課長はノンキャリアの警視正
- 予算
  - 会計管理 - 課内庶務・予算経理
  - 予算第1係～第2係 - 都費歳入歳出予算
- 決算
  - 決算第1係 - 都費の決算
  - 決算第2係 - 都費の旅費
- 国費
  - 国費係 - 国費歳出の予算・決算・支出
- 会計監査室
  - 監査計画係 - 会計監査の計画・実施
  - 監査指導係 - 会計関係法令の調査・研究
  - 監査第1係 - 東京都の機関が行う会計の監査の連絡調整
  - 監査第2係 - 国の機関が行う会計の監査の連絡調整、捜査費の指導
- 遺失物センター
  - 遺失物対策係 - 遺失物関係法令の調査・研究
  - 遺失物第1係 - 遺失物等の受理・集荷・調査・保管
  - 遺失物第2係 - 遺失物等の返還・交付・売却・廃棄・移管

### 用度課
- 物品管理
  - 物品管理第1係～第2係 - 課内庶務・予算管理、物品の需給計画
- 契約調整
  - 契約調整係 - 契約制度の調査・研究
  - 精算入札係 - 精算及び入札
- 契約実施
  - 契約第1係～第3係 - 契約事務、不用品等の処分
- 検収センター
  - 検収第1係～第2係 - 検収事務

### 装備課
- 装備
  - 装備第1係 - 課内庶務・予算経理
  - 装備第2係 - 装備資器材の調達・配分
  - 装備第3係 - 武器・弾薬の保管出納・整備
- 被服
  - 被服第1係～第2係 - 支給品・貸与品の調達・出納・保管
- 車両
  - 車両係 - 自動車の調達・配置・管理・登録・検査、船舶
- 車両支援
  - 車両支援第1係 - 警察車両に係る業務支援
  - 車両支援第2係～第5係
- 装備開発運用センター
  - 開発係 - 警察装備の開発・調査・研究
  - 運用係 - 警察装備の運用・技術指導
- 通信管理運用センター
  - 通信企画係 - 通信運用の調査・企画
  - 有線通信係 - 有線通信施設の整備計画・運用
  - 無線通信係 - 無線通信施設の整備計画・運用

### 施設課
- 計画
  - 計画係 - 課内庶務
  - 修繕 - 施設修繕工事の設計・精算
- 施設予算
  - 施設予算 - 施設の予算経理
- 建築
  - 建築企画第1係 - 建築工事に係る連絡調整
  - 建築企画第2係 - 建築工事の企画・設計・監督
  - 建築第1係～建築第3係 - 建築工事の設計・精算・監督
- 管財
  - 管財第1係～第2係 - 財産の維持管理・処分
  - 用地係 - 土地・建物・工作物の買入れ・借入れ
- 設備
  - 電気設備係 - 電気設備等工事の設計・精算・監督
  - 機械設備第1係～第2係 - 機械設備工事の設計・精算・監督
  - 設備保全係 - 電気設備等・機械設備の保全・改修
- 設備管理
  - 設備管理第1係～第4係 - 電気設備等及び機械設備の保全及び改修

### 留置管理第一課
- 管理
  - 管理係 - 課内庶務・予算経理、留置業務の企画・調査
  - 留置係 - 被留置者の留置
- 留置指導
  - 指導係 - 留置業務及び護送業務の実務指導
- 第一留置
  - 留置第1係 - 被留置者の留置、本部留置施設東京湾岸分室管理
- 第二留置
  - 留置第2係 - 被留置者の留置、本部留置施設原宿分室管理
- 第三留置
  - 留置第3係 - 被留置者の留置、本部留置施設西が丘分室管理
- 第四留置
  - 留置第4係 - 被留置者の留置、本部留置施設多摩分室管理
- 第五留置
  - 留置第5係 - 被留置者の留置、本部留置施設武蔵野分室管理

### 留置管理第二課
- 第一護送
  - 管理係 - 課内庶務・予算経理、巡回護送業務の企画・調査
  - 護送第1係～第5係 - 被留置者の巡回護送
- 第二護送
  - 護送第6係～第7係 - 被留置者の巡回護送

## 部長
キャリア警視監が就任する警視庁を除き、原則として地方採用警察官の筆頭ポストであり、階級は警視長～警視正。

## 職員
警察官以外の一般職員 - 事務職員）も多く在籍する。課によっては課長以下全員が一般職員となるケースも存在する。